# James Stannard
Pour les articles homonymes, voir Stannard.

a Compétitions nationales et continentales officielles uniquement.

b Matchs officiels uniquement.
Dernière mise à jour le 4 juillet 2018.
James Stannard, né le 21 février 1983 à Brisbane (Australie), est un joueur de rugby à sept et de rugby à XV australien. Il évolue aux postes de demi de mêlée ou demi d'ouverture. Entre 2014 et 2018, il est joueur à plein temps avec l'équipe d'Australie de rugby à sept qui dispute les World Rugby Sevens Series. Il mesure 1,74 m pour 82 kg.

## Carrière

### En club
James Stannard a joué avec l'équipe des Perth Spirit en 2007 lors de l'unique édition de l'ARC, disputant trois matchs pour un essai inscrit.
En 2008, il fait ses débuts en Super Rugby avec la franchise australienne de la Western Force, où il remplace Matt Henjak qui est licencié pour problèmes disciplinaires.
James Stannard rejoint ensuite les Brumbies pour deux saisons, durant lesquelles il ne joue que très peu (deux matchs) car il est éclipsé par Josh Valentine et Patrick Phibbs,.
Il retourne ensuite jouer avec la Western Force pour les saisons 2011 et 2012, où il sera surtout utilisé au poste de demi d'ouverture en raison des récurrentes absences des habituels du poste tel que James O'Connor ou Willie Ripia,.
En 2012, il quitte l'Australie pour rejoindre la Top League Ouest A (deuxième division régionale japonaise) et le club des Toyota Shokki Shuttles. Il aide ainsi son équipe à remporter le championnat, permettant au club de retourner en Top League. Cependant, il quitte le club à la fin de la saison pour retourner en Australie.
Il évolue alors deux saisons avec Eastwood Rugby Club en Shute Shield avant de devenir joueur à plein temps avec l'équipe d'Australie de rugby à sept, avec pour objectif les Jeux Olympiques de 2016 à Rio de Janeiro.

### En équipe nationale

#### En rugby à sept
James Stannard a fait ses débuts avec l'équipe d'Afrique du Sud à sept en février 2010.
Avec les Aussie Thunderbolts, il a participé à sept éditions des World Rugby Sevens Series et à la coupe du monde de rugby à sept 2013, inscrivant au total 1239 points (dont 68 essais) en 245 matchs.
Il remporte également la médaille d'argent à l'épreuve de rugby à sept des Jeux du Commonwealth 2010.
En juin 2018, il est forcé de se prendre sa retraite sportive après une fracture du crâne subie lors d'une agression dans la rue,

## Palmarès

### En club et province
- 31 matchs de Super Rugby avec la Western Force et les Brumbies.

- Champion de Top League Ouest A en 2012.

### En équipe nationale
- Médaille d'argent à l'épreuve de rugby à sept des Jeux du Commonwealth en 2014.